# Plectorhinchus
Plectorhinchus es un género de peces de la familia Haemulidae y de la orden de los Perciformes.

## Especies
- Plectorhinchus albovittatus (Rüppell, 1838)
- Plectorhinchus celebicus Bleeker, 1873
- Plectorhinchus ceylonensis (Smith, 1956)
- Plectorhinchus chaetodonoides Lacepède, 1801
- Plectorhinchus chrysotaenia (Bleeker, 1855)
- Plectorhinchus chubbi (Regan, 1919)
- Plectorhinchus cinctus (Temminck & Schlegel, 1843)
- Plectorhinchus diagrammus (Linnaeus, 1758)
- Plectorhinchus faetela (Forsskål, 1775)
- Plectorhinchus flavomaculatus (Cuvier, 1830)
- Plectorhinchus gaterinoides(Smith, 1962)
- Plectorhinchus gaterinus (Forsskål, 1775)
- Plectorhinchus gibbosus (Hombron & Jacquinot, 1853)
- Plectorhinchus harrawayi (Smith, 1952)
- Plectorhinchus lessonii (Cuvier, 1830)
- Plectorhinchus lineatus (Linnaeus, 1758)
- Plectorhinchus macrolepis (Boulenger, 1899)
- Plectorhinchus macrospilus Satapoomin & Randall, 2000
- Plectorhinchus mediterraneus (Guichenot, 1850)
- Plectorhinchus multivittatus (Macleay, 1878)
- Plectorhinchus nigrus (Cuvier, 1830)
- Plectorhinchus obscurus (Günther, 1872)
- Plectorhinchus orientalis (Bloch, 1793)
- Plectorhinchus paulayi Steindachner, 1895
- Plectorhinchus pictus (Tortonese, 1936)
- Plectorhinchus picus (Cuvier, 1830)
- Plectorhinchus plagiodesmus Fowler, 1935
- Plectorhinchus playfairi (Pellegrin, 1914)
- Plectorhinchus polytaenia (Bleeker, 1852)
- Plectorhinchus punctatissimus (Playfair, 1868)
- Plectorhinchus schotaf (Forsskål, 1775)
- Plectorhinchus sordidus (Klunzinger, 1870)
- Plectorhinchus umbrinus (Klunzinger, 1870)
- Plectorhinchus unicolor (Macleay, 1883)
- Plectorhinchus vittatus (Linnaeus, 1758)